# 加林娜·沃斯科博耶娃
加林娜·奥列戈芙娜·沃斯科博耶娃（1984年12月18日—）是哈萨克斯坦职业网球女运动员，2002年轉職業。她的WTA生涯最高單打排名為第42（2012年5月7日）。

## 外部連結
- 加林娜·沃斯科博耶娃的国际女子网球协会官方資料（英文）
- 加林娜·沃斯科博耶娃的國際網球總會 職業／青少年 官方資料（英文）
- Fed Cup - Player profile - Galina VOSKOBOEVA (KAZ) （页面存档备份，存于）